# 潘文傑 (導演)
潘文傑（Poon Man Kit，1956年—），香港电影和电视剧导演、编剧。其电影代表作有1991年的《跛豪》和1996年的《新上海滩》。

## 生平
他先在1979年加入麗的電視成為助理編導並於1982年加入无线电视担任剧集《天龙八部》编导。1983年到新加坡电视台工作，作品有连续剧《雾锁南洋》等。1984年又回到香港，担任连续剧《新扎师兄》编导。1988年导演了他的第一部电影《奸人本色》。1991年他执导的黑帮传记片《跛豪》获得了第十一屆香港電影金像獎最佳影片奖以及最佳导演提名。

## 作品

### 电影
- 1988年：《奸人本色》，《江湖接班人》
- 1989年：《人海孤鸿》
- 1990年：《龙凤茶楼》
- 1991年：《跛豪》，榮獲第11屆香港电影金像奖最佳電影、提名第11屆香港电影金像奖最佳导演
- 1992年：《告别紫禁城》
- 1993年：《岁月风云之上海皇帝》，《上海皇帝之雄霸天下》
- 1993年：《飞狐外传》，《一九四九之劫后英雄传》
- 1996年：《新上海滩》
- 2004年：《伙头智多星》
- 2006年：《福禄寿三星报喜》

### 电视剧
- 1982年：《天龍八部》
- 1984年：《霧鎖南洋》
- 1984年：《新紮師兄》
- 2001年：《少年張三豐》
- 2003年：《奔月》
- 2004年：《功夫足球》
- 2005年：《魔界之龙珠》
- 2007年：《上海王》
- 2009年：《虾球传》
- 2009年：《理发师》
- 2010年：《新京城四少》
- 2011年：《倾世皇妃》
- 2012年：《滚滚红尘》
- 2013年：《陸小鳳與花滿樓》
- 2019年：《多功能老婆》